# Чимино, Майкл (актёр)
Майкл Чими́но (англ. Michael Cimino; род. 10 ноября 1999, Лас-Вегас, Невада, США) — американский актёр, певец. Известен благодаря своим ролям в фильме «Проклятие Аннабель 3» и в сериале «С любовью, Виктор». Он озвучил Кевина Гранта-Гомеса в мультсериале «Хомяк и Гретель».

## Биография
Чимино родился и вырос в Лас-Вегасе. Его отец имеет итало-немецкое происхождение, его мать — пуэрториканка.
Он начал играть на музыкальных инструментах в 8 лет, после того, как присоединился к актёрской группе, преподаваемой одним из членов церкви.
Майкл переехал в Лос-Анджелес, когда ему было 18 лет. Чимино появился в фильме ужасов «Проклятие Аннабель 3» в 2019 году, сыграв роль Боба Палмери. Его песня «Everything I Own» была включена в саундтрек к фильму.
В августе 2019 было объявлено, что Чимино сыграет роль в сериале, принадлежавшем тогда ещё Disney+, «С любовью, Виктор».
В 2020 году Майкл присоединился к озвучке серии научно-фантастических подкастов «Черный ящик».
С 2022 года Чимино озвучивает Кевина в мультсериале Disney Channel « Хомяк и Гретель».
В 2023 году был утвержден на одну из главных ролей в сериале "Лихачи". Съёмки 1-го сезона должны были начаться в июле-ноябре 2023 года, но были отложены из-за забастовки Гильдии киноактеров США в 2023 году. Производство официально началось 25 марта 2024 года в Торонто, Канада. Съёмки завершились 22 июля 2024 года.  Премьера сериала состоялась 20 мая 2025 года, все десять эпизодов первого сезона были показаны сразу.
В июне 2024 года было объявлено, что Чимино снимется в фильме « Дожить до рассвета », экранизации видеоигры. Фильм был выпущен в США компанией Sony Pictures Releasing 25 апреля 2025 года и получил неоднозначные отзывы критиков, но собрал более 52 миллионов долларов по всему миру.

## Фильмография

### Кино
| Год  | Русское название             | Оригинальное название           | Роль          |
| ---- | ---------------------------- | ------------------------------- | ------------- |
| 2016 | Шангри-Ла Люкс               | Shangri-La Suite                | Тейджо        |
| 2019 | Проклятие Аннабель 3         | Annabelle Comes Home            | Боб Палмери   |
| 2022 | Выпускной класс              | Senior Year                     | Лэнс Харрисон |
| 2023 | Центурион: Танцующий жеребец | Centurion: The Dancing Stallion | Мигель        |
| 2024 | Моя соседка - призрак        | Girl Haunts Boy                 | Коул Санчес   |
| 2025 | Дожить до рассвета           | Until Dawn                      | Макс          |

### Телесериалы
| Год       | Русское название       | Оригинальное название | Роль                        | Примечание                        |
| --------- | ---------------------- | --------------------- | --------------------------- | --------------------------------- |
| 2017      | Тренировочный день     | Training Day          | Молодой Садик               | Эпизод «Tunnel Vision»            |
| 2018      | Прогулка с розыгрышами | Walk the Prank        | Брлейден                    | Эпизод «Too Cool for High School» |
| 2020—2022 | С любовью, Виктор      | Love, Victor          | Виктор Салазар              | Главная роль                      |
| 2022      | Хомяк и Гретель        | Hamster & Gretel      | Кевин Грант-Гомес (озвучка) | Главная роль                      |
| 2025-...  | Лихачи                 | Motorheads            | Зак Торрес                  | Главная роль                      |

## Музыка

### Альбомы

#### Лейбл «Cimino Sings»
| Название                 | Дата выхода          |
| ------------------------ | -------------------- |
| «Love Addict»            | 15 июня 2021 года    |
| «Little Blue Car»        | 15 июля 2021 года    |
| «Cigarettes and Incense» | 15 августа 2021 года |
| «The Love Was Real»      | 20 мая 2022 года     |
| «Make Me Wanna Dance»    | 24 июня 2022 года    |

#### Синглы с Финном Мэтьюзом
| Название         | Дата выхода           |
| ---------------- | --------------------- |
| «Stay The Night» | 15 сентября 2021 года |